# Битва под Хмельником (1241)
Битва под Хмельником — битва, произошедшая 18 марта 1241 года в ходе вторжения армии Монгольской империи в Польшу. Она окончилась частичным поражением польских сандомирской и краковской армий, что позволило монгольским войскам беспрепятственно разграбить Краков.

## Предыстория
Монгольские войска под командованием Байдара вошли в пределы Польши в январе 1241 года и продвигались на запад. После поражения поляков под Турском монгольское войско направилось к Кракову.

## Ход битвы
Описание битвы при Хмельнике содержится в «Хронике Длугоша». Польским войском, в составе которого находилась большая часть рыцарства обеих провинций, командовали краковский воевода Владимир и сандомирский воевода Пакослав. Монгольским войском командовал Байдар. Краковский князь Болеслав V Стыдливый до начала битвы удалился с поля боя, что оказало значительный деморализующий эффект на польское войско и вызвало частичное бегство поляков. В ходе сражения монголы применили тактику ложного отступления, и польское войско было наголову разгромлено. Погибла значительная часть малопольской знати, в том числе воеводы Владимир и Пакослав.

## Последствия
После поражения поляков по окрестным землям распространилась паника; населением был оставлен Краков. Источники расходятся в том, когда монголы вступили в город, но не позже 24 марта он был сожжён.
В современном Хмельнике стоит посвящённый битве памятник.